# ロケーションフリー

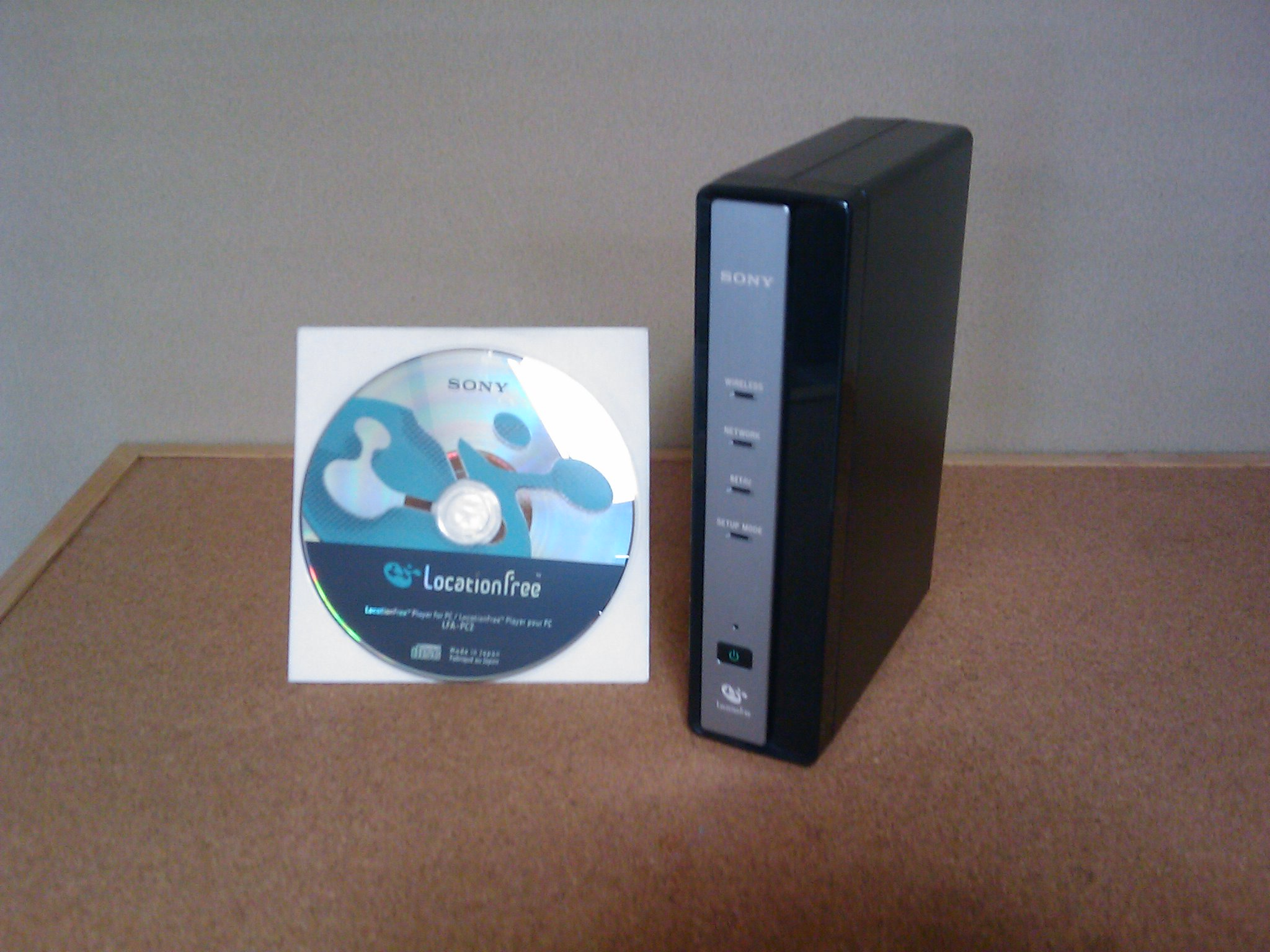
LF-PK1本体と同梱のLFA-PC2の30日間お試し版

ロケーションフリー（LocationFree）とは、かつてソニーが販売していたインターネットを通して、遠隔地で自宅のテレビ放送局を視聴できるようにするための製品群。通称「ロケフリ」（公式ページでもこの呼称が使われている）。旧名はエアボード。

## 概要
この製品は、映像信号をリアルタイムでMPEG-4あるいはMPEG-2に変換してIP（Internet Protocol）パケットとして送信することで、テレビ放送をインターネットを介してリアルタイムで視聴できるというそれまでに存在しなかったカテゴリの商品である。2006年2月3日 「経済産業省 第1回 ネットKADEN」 大賞を受賞した。
通常は「ロケーションフリーベースステーション」をインターネット（ADSLモデム、ブロードバンドルータ等）とテレビアンテナに接続して利用する。モニターとベースステーションが通信し、ユーザーはタッチパネルつきのモニターを操作する。
モニターとベースステーションの相互ワイヤレス通信（IEEE 802.11a/b/g）により、ベースステーションとモニターが離れていても、当該無線LANの届く範囲内（自宅等）で、モニター上でテレビ番組（各種デジタル放送には対応していないが、下記AVマウスにより、デジタルチューナーの視聴と操作が可能）や、パソコン用ウェブサイトを閲覧・利用できる。端末に搭載するブラウザはSSL、Cookieに対応。インターネットショッピングも可能。LF-PK1がPSPをモニターとして使用できるようになったため、注目度が高まった。
2000年9月に「エアボード」として発表されて以降ラインナップが拡充され、LF-PK1、LF-PK20、LF-W1HDなどが販売されていたが、2009年に全てが販売終了となった。
2023年2月28日、サービスを終了した。

## ロケーションフリーベースステーション
外出先にロケーションフリーテレビを持ち出してもなお、インターネット経由で「ロケーションフリーベースステーション」に接続することで、家庭内にあるAV機器（AVマウスに対応しているものに限られる）を赤外線で操作し、家庭内のHDDレコーダーに録画されたテレビ番組を視聴したりすることが可能な、「NetAV機能」を搭載している。
インターネットに接続できることを利用して、メール閲覧・送信、インターネットブラウザが可能。また、AVマウスはPSXやネットジュークなどの周辺機器も接続可能。
そしてロケーションフリーベースステーションLF-PK1、LF-PK20では対応ソフトであるLFA-PC2、LFA-PC20をパソコンにインストールすることにより、ノートパソコン等を、ロケーションフリーテレビの代わりにモニターとして使用できるほか、PSPもモニターとして使用できるようになった（Ver2.000～、無線LANアクセスポイント対応でインターネットブラウザも使用可能）。
さらに、2006年11月には「ロケーションフリー TV ボックス LF-BOX1」が、「ロケーションフリー 液晶モニター LF-12MT1」がロケーションフリーベースステーションLF-PK1、LF-PK20向けに発売され、ラインナップの幅が大きく広がった。
また、外出先でのインターネット接続にも無線LANを利用すれば自宅と外出先でほぼシームレスな「NetAV機能」の環境を利用できる。

## ラインナップと特長
LF-PK1
本体にテレビアンテナ線とネット回線を接続すると、インターネットに接続できる環境があれば、全世界どこでも外出先で自宅のテレビの受信が可能となる。内蔵のワイヤレス（無線）LAN機能をもちいて、自宅のテレビやDVDレコーダーの映像を、PSPや受信ソフトLFA-PC2をインストールしたパソコン にてワイヤレス受信が可能（ただし本品に同梱のLFA-PC2は30日間お試し版で製品版も生産中止なので使い続けるには現行品の「LFA-PC20」が実質必要となる）。地上アナログ放送チューナーのみの搭載となっているため、本機単体では地上デジタル放送の受信は不可。
LF-PK20
LF-PK1をバージョンアップしたもの。MPEG-4 AVC（H.264）に対応し画質が向上。ワイヤレス（無線）LANが従来のアクセスポイント機能に加えてクライアント機能が追加されスイッチで切り替え可能となった。学習リモコン機能を搭載し、リモコンデータにないAV機器でも使用可能となった。外出先にて受信の際は受信ソフトLFA-PC20をインストールしたパソコン が必要となる。こちらも本機単体での地上デジタル放送の受信は不可。
LF-W1HD
「ロケフリHome HD」と銘打っており、従来品ではできなかった、ワイヤレス（無線）LANでハイビジョン、地上デジタル放送が受信可能。送信機と受信機がセットになっており、自宅で観たい場所に地デジ対応機器（チューナー・テレビ）がなくても、受信機を接続するだけでハイビジョンなどが視聴できる（送信機側にチューナーは内蔵されていない為、映像ソースとして別途チューナーやレコーダーが必要である）。ただしこの製品にはインターネット接続の機能はなく、外出先での視聴は不可となっている。
LF-BOX1
ロケフリTVボックス。ロケフリ（LF-PK1・PK20）の映像をネットワークを通じて自宅や外出先のテレビに出力させる機器（有線・無線LAN及びインターネットどちらも可）。PAL方式のテレビにも対応。
LF-12MT1
ロケフリ液晶モニター。画面はタッチパネルを採用した12.1Ｖ型サイズ。ワイヤレスLANを搭載しており、公衆無線LANやワイヤレスルータと接続可能で、インターネットを楽しむことも可能。

## 著作権と判例
ソニーが販売を開始してしばらくして、株式会社永野商店がまねきTVというブランドで、利用者からロケーションフリー機器を預かることで、利用者が海外で日本のテレビが視聴できるようになるサービスを開始した。これを公衆送信権と送信可能化権の侵害ととらえた権利者が、サービスの差し止めを求めて仮処分の申立と提訴を行った。この間の経緯はつぎの通りである。
- 2006年8月4日、東京地裁はNHKとキー局らによる仮処分申立を棄却[2]。
- 2006年12月22日、知財高裁はテレビ局側による仮処分申立の抗告を棄却[3]。
- 2007年1月31日、知財高裁は「仮処分・抗告許可申立」に対し抗告を許可しない決定を下した。（最高裁への仮処分の申請が認められなかった）[4]
- 2008年6月20日、東京地裁はテレビ局側を原告とする商用サービス差し止め訴訟に対し「著作権侵害とは言えない」との判決を下し、原告の請求を棄却[5]。
- 2008年12月15日、知財高裁はテレビ局側を原告とする控訴審で東京地裁の判決を支持し、原告の請求を棄却[6]。
- 2011年1月18日、最高裁判所は、まねきTVのサービスは著作権侵害にあたるとの初判断をしめし、テレビ局側敗訴の2審判決を破棄、審理を知財高裁に差し戻した[7][8]。
- 2012年1月31日、知財高裁は差止請求、損害賠償請求共に認める判決を下した[9]。まねきTV側はホームページで「差し戻し判決には納得できないので上告します。」と表明している。
- 2012年5月、まねきTVは最高裁判決に対応するため設置スペースと高速回線を提供するサービスへ変更し、まねきTVではTVアンテナ端子を提供しない方式へ変更となった。なお、フレッツテレビ等をユーザーが直接契約する事により従来どおりロケーションフリーが利用が可能との事である。
- 2013年2月、最高裁判所への上告が却下された事に伴い、まねきTVはサービス終了を発表した[10]。

## その他
通信と放送の融合を実現しているともいわれるワンセグと並ぶほどエポックメイキングといえる商品が「ロケーションフリー」だが、従来にない仕組みや使用環境と、ダイナミックDNSという固有のIPアドレスに関わる制限からか、一般的な消費者への認知度は、それほど高いとはいえなかった。
だが、この製品の持つポテンシャルを理解する先駆者層に、大きな反響を起こしたことも事実であり、発売日2005年10月1日から1週間の楽天での家電売り上げのトップを記録し、開発者の前田悟が「テレビ局の海外支局でも配備されている」とソニースタイルサイト内で語ったことからも、一部では大きく受け入れられたと考えられる。
さらにソニーとしても、この商品の持つ潜在的な力の大きさを理解していた模様で、発売当初から製品一覧のカテゴリトップに「ロケーションフリー」を掲載していた。また、PSPでの視聴にも対応するなど、本格的な普及に向けて準備が整いつつあった。携帯電話での再生も準備していることが2006年2月11日に産経新聞に掲載されたが、こちらは実現しなかった。
「2006インターナショナルCES」の基調講演で、ソニー会長兼CEOハワード・ストリンガーはロケーションフリーについて触れ「東京でイギリスのテレビが見られる」と発言した。
ソニー テレビ・ビデオ事業本部 LFX事業室 事業室長の前田悟は日経エレクトロニクスのウェブサイト（2006/05/18 23:34掲載）にて、「現在も、10社以上とロケーションフリーのライセンス提供について話をしている。ソニー自身も2006年内に対応製品をいくつか発表する」と話していた。
サードパーティー製のソフトウェアとして、加賀電子からはMac OS X用の、ACCESSからはWindows Mobile向けのプレーヤーソフトが発売されていた。また、NTT東日本がソニーからのOEM供給を受け、「サザンクロス」シリーズとして同製品を販売していた。いずれも販売が中止されている。
その後、2013年6月11日に総務省が公表した「放送サービスの高度化に関する検討会検討結果取りまとめ」の中で の、次世代スマートテレビを実現するための用件として「テレビで受信した又は録画された放送番組のコンテンツを、テレビとネット接続された「モバイル端末」上でも視聴できるようにする」との提言を受けて、2013年6月に設立された、一般社団法人次世代放送推進フォーラム(NexTV-F) がインターネットを介したリモート視聴の規格を策定、2014年2月13日に「デジタル放送受信機におけるリモート視聴要件 Ver1.0」を公開、同年3月に、ARIBのデジタル放送運用規定に反映された。
そしてソニーが、既存のテレビやレコーダーと対応アプリをアップデートする形で、この要件に適合する形でリモート視聴に対応させている。この要件では、テレビやレコーダーなど受信機とモバイル端末をペアリング（最大6台まで登録可、同時使用は1台のみ、有効期間3ヶ月）することで、専用のアプリケーションでリアルタイム視聴や録画番組視聴が可能となる。ただしリアルタイム視聴については、放送チャンネル側が認めない場合は視聴できない。
2015年からは東京メトロポリタンテレビジョン（エムキャス）、2020年3月からはNHKプラス、2020年10月からは日テレ系リアルタイム配信（日本テレビ放送網）として、放送局側が同時ネット配信を行っている。

## 類似製品
Slingbox Classic - 米Sling Media社が生産し、アイ・オー・データと伊藤忠商事が国内販売していた、ロケフリに類似した機器（生産終了）。
Slingbox PRO-HD - 米Sling Media社が生産し、イーフロンティアより2011年2月11日に国内販売開始。Full HD（1080i）まで対応している他、視聴用のSlingPlayerはPC(Win/Mac)・IOS・Androidなど多くの機種で利用できる(モバイル版のみ有料)。なお、Slingboxの設定はPCでのみ可能なため、PCが無い場合は利用できない。
どこでもTV for Skype - パソコン周辺機器メーカー「ノバック」が販売していた、スカイプ経由でテレビが見られる機器。すでに販売終了している。
TVモバイル - ソフトバンクモバイルがiPhone 3G/3GS向けに提供する外付ワンセグチューナー「TV&バッテリー」で受信したワンセグ映像を無線LAN使用時にインターネット経由で遠隔受信できるソリューション。日本国内において2011年7月下旬に予定されている地上波アナログテレビ放送の停波後に正式対応した唯一の製品である。
VULKANO FLOW（ボルカノフロー）- 米Monsoon Multimedia社の製品でアイ・オー・データが2011年より直販サイトで販売を行っている。チューナーは内蔵しておらず、外部のＴＶチューナーやレコーダーが必要である。
ワイヤレスTVデジタル - NECの一部のPCに採用されている機能で、無線LAN機能を持ったTVチューナー（地デジ・BSデジタル・110度CS対応）から無線LAN（5 GHz、IEEE802.11a）でデーターを送り、「SmartVision」（プレーヤーソフト）を搭載したPCでの視聴が可能。ただし「ロケフリHome HD」と同じようにインターネットの接続機能はなく外部への直接伝送は不可能。
ガラポンTV- 30日間×7チャンネル全ての１セグ地上波デジタルTV番組を録画するガラポン株式会社の製品で、2010年9月から自社直販サイトで販売されている。録画した番組の視聴はLANまたはインターネット経由でスマートフォンやPCなどから行う。
WAVECAST- 最大1500時間のフルセグ地上波デジタルTV番組を録画する製品で、2011年5月より発売。録画した番組の視聴はLANまたはインターネット経由でスマートフォンやPCなどから行う。
foltia LIVE - Linux用オープンソース・ソフトウェアfoltiaの商用版foltia ANIME LOCKERに搭載されている機能。内蔵チューナーボードからの入力をCPUでH.264にエンコードしてHTTP Live Streaming形式で送出する。HLSプレイヤを搭載しているためHLS再生機能のないGoogle ChromeやIEなどのブラウザを含めスマホ、タブレット、PCなどの多くの環境で視聴可能。無料評価版で無制限に試用することが可能。